# Luc Tossens
Luc Tossens (Antwerpen, 5 december 1971) is een Belgisch korfbalcoach.

## Levensloop
Tot seizoen 2005-2006 was Tossens coach van AKC. Vervolgens vervulde hij deze functie van 2006 tot 2011 bij Boeckenberg. In deze periode behaalde hij vier zaaltitels (2007, 2008, 2009 en 2011) en een veldtitel (2011). Ook veroverde hij met Boeckenberg in deze periode viermaal de Beker van België (2008, 2009, 2010 en 2011). Voor het seizoen 2011-2012 keerde hij terug naar AKC en vanaf 2015 ging hij wederom aan de slag bij Boeckenberg.
Daarnaast was hij van 2002 tot 2008 coach van het Belgisch korfbalteam. Het laatste kampioenschap onder zijn leiding was het 'wereldkampioenschap voor -23-jarigen' in het Taiwanese Kaohsiung.
Hij werd vijfmaal uitgeroepen tot 'coach van het jaar' (2000, 2001, 2002, 2003 en 2011). Zijn vader Henk was eveneens actief in het korfbal.